# Ангуилара Венета
Ангуила̀ра Вѐнета (на италиански: Anguillara Veneta) е малко градче и община в Северна Италия, провинция Падуа, регион Венето. Разположено е на 6 m надморска височина. Населението на общината е 4594 души (към 2011 г.).